# Myrmotherula fluminensis
Myrmotherula fluminensis е вид птица от семейство Thamnophilidae. Видът е критично застрашен от изчезване.

## Разпространение
Видът е разпространен в Бразилия.